# Kentucky Speedway

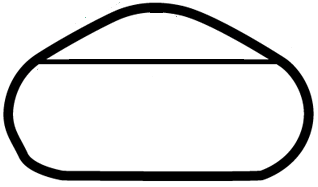
Bankarta.

Kentucky Speedway är en racerbana utanför Sparta, Kentucky. Den är en oval som är 1,5 mile lång (2,414 km) , med en åskådarkapacitet på 86 000 platser. Banan ägs och förvaltas av Speedway Motorsports.

## Historia
Kentucky Speedway byggdes kring millennieskiftet och den blev snabbt en ordinarie bana i IndyCar Series. Kentucky är en intermediateoval med 14° banking i kurvorna, vilket leder till höga genomsnittfarter för formelbilar. 2005 stämde Kentucky NASCAR för att de inte hade fått chansen att söka om ett Cuprace på banan, men Kentucky förlorade i rätten. Banan arrangerar numera ett race i NASCAR Nationwide Series. Banan har haft problem att locka åskådare till IndyCar-tävlingarna, då den ligger avlägset från tätbefolkade områden.